# ФК Глория Бузъу (2016)
АС ФК Бузъу (на румънски: Asociația Sportivă Fotbal Club Buzău), познат още като Глория Бузъу или просто Бузъу, е румънски футболен клуб от град Бузъу. Прави дебюта си в Лига I през сезон 2024/25 г.. 

## Предишни имена
| Години      | Име                |
| ----------- | ------------------ |
| 2016 – 2021 | „ФК Бузъу“         |
| 2021 – 2022 | „ЧСМ Глория Бузъу“ |
| 2022 –      | „Глория Бузъу“     |

## Успехи
- Купа на Румъния:
  - 1/4 финалист (1): 2021/22
- Лига III:
  -  Шампион (1): 2018/19
- Лига IV - окръг Бузъу:
  -  Шампион (1): 2017/18
- Лига V - окръг Бузъу:
  -  Шампион (1): 2016/17